# Adalbert Ritter
Adalbert Ritter (ur. 29 kwietnia 1900, zm. 23 lutego 1945) – rumuński piłkarz czterokrotny reprezentant Rumunii. Był kadrze na Igrzyska Olimpijskie w 1924 w Paryżu, jednakże nie wystąpił w jedynym meczu reprezentacji na igrzyskach.